# Sigmund Gottlieb Studer
Sigmund Gottlieb Studer (getauft am 12. Februar 1761 in Bern; † 7. September 1808) war ein Schweizer Jurist und Künstler.
Studer war ein Sohn des Metzgers Samuel Studer und seiner Frau Maria Magdalena Hartmann. Ein älterer Bruder war der evangelisch-reformierte Pfarrer, Theologieprofessor und Naturforscher Samuel Studer.
Studer war Notar sowie Landgerichtsschreiber von Konolfingen. Während der Helvetik waltete er „als Gerichtsschreiber des Distrikts Steffisburg und in der Mediation bis zu seinem Tod als Amtsschreiber des Oberamts Signau“. Bekannt ist er als Erschaffer des Panoramawerks La Chaîne des Alpes vue des environs de Berne. Sein Nachlass befindet sich in der Burgerbibliothek Bern.